# Centro Histórico de Poconé
O Centro Histórico de Poconé é um bem tombado localizado no município de Poconé, no Mato Grosso. Foi tombado como Patrimônio Histórico, Artístico e Cultural do Estado de Mato Grosso em 2007 através da portaria n.° 028/2007 publicada em 18 de julho daquele ano.